# Josef Newgarden
Josef Nicolai Newgarden (Hendersonville, Tennessee, Estados Unidos; 22 de diciembre de 1990) es un piloto de automovilismo estadounidense. Fue campeón de la Indy Lights en 2011 y al año siguiente dio el salto a la IndyCar Series. Desde 2017 compite con Team Penske, resultando campeón en dicha temporada y en 2019, y subcampeón en 2020, 2021 y 2022. Ha sido ganador de las 500 Millas de Indianápolis de 2023 y 2024, y tercero en 2016. En 2024 fue vencedor de las 24 Horas de Daytona en su primera participación.
Es uno de los tres pilotos que han logrado la victoria en cinco carreras consecutivas en un circuito de óvalos (junto con A.J. Foyt y Al Unser).

## Carrera deportiva
Luego de competir en karting, Newgarden se formó en monoplazas en la Skip Barber Racing School. Obtuvo el segundo puesto en la Skip Barber Southern 2006/07. Luego avanzó a la Skip Barber National, donde fue sexto en 2007 y subcampeón en 2008. También venció en la clase Kent del Festival de Fórmula Ford de Brands Hatch 2008.
El estadounidense se instaló en Europa en 2009, y disputó la Fórmula Ford Británica. Consiguió 9 victorias en 25 carreras y fue subcampeón. En 2010 progresó a la GP3 Series, donde compitió con el equipo Carlin. Obtuvo un quinto puesto y dos séptimos en 16 carreras, además de una pole position, por lo que quedó relegado al 18.º puesto.

### Indy Lights
De regreso a Estados Unidos en 2011, Newgarden resultó campeón de la Indy Lights con el equipo Schmidt, acumulando cinco victorias y diez podios en 14 carreras.

### IndyCar Series
Sarah Fisher lo contrató como piloto titular en la temporada 2012 de IndyCar Series. Debutó con un 11.º puesto en San Petersburgo, resultado que no pudo mejorar en todo el año, aunque sorprendió al clasificar segundo en Long Beach. En su debut en las 500 millas de Indianápolis clasificó séptimo, pero abandonó por problemas mecánicos. El piloto acabó la temporada en el 23.º puesto. 
En 2013, Newgarden obtuvo el segundo puesto en Baltimore y tres quintos en San Pablo, Pocono y Houston. Con siete top 10 en 19 carreras, se colocó 14.º en la tabla general.
En su tercer año como piloto de Fisher, el estadounidense obtuvo un segundo puesto en Iowa, un quinto en Milwaukee, un sexto en Sears Point y siete top 10. Con seis abandonos en 18 carreras, terminó 13.º en el campeonato 2014.
Para la temporada 2015, el equipo de Fisher se fusionó con el equipo de Ed Carpenter, formando CFH Racing. Newgarden consiguió su primera victoria en la IndyCar en Barber. Luego consiguió la segunda victoria en Toronto, y dos segundos puestos en Iowa y Pocono, finalizando séptimo en la temporada.
Newgarden continuó en el equipo de Ed Carpenter en 2016. Triunfó en Iowa, acabó segundo en Watkins Glen, y finalizó tercero en Barber y en las 500 Millas de Indianápolis. Con 11 top 10 en 16 carreras, fiinalizó cuarto en el campeonato. Tras esta gran temporada, el piloto estadounidense fichó por el equipo Penske para la temporada 2017. Obtuvo cuatro victorias y cuatro segundos puestos, de modo que resultó campeón ante Simon Pagenaud y Scott Dixon.
Newgarden obtuvo tres triunfos en la temporada 2018, pero aparte solo logró dos cuartos lugares y un quinto, lo que lo dejó quinto en el campeonato. En 2019 logró su segundo título con un total de cuatro victorias (San Petersburgo, primera carrera de Detroit, Texas e Iowa), dos segundos lugares, un tercero, tres cuarto y dos quintos.
En 2020, el piloto acumuló cuatro triunfos en Iowa 2, Gateway 2, Indianápolis GP 3, y San Petersburgo. Además consiguió otros dos podios y un total de nueve top 5. Sin embargo, no le alcanzó para superar el puntaje de Scott Dixon, y quedó como su escolta. Al año siguiente, Newgarden ganó en Mid-Ohio y Gateway, y se subió al podio seis veces. Sin embargo, quedó subcampeón por segunda año consecutivo, esta vez ante Álex Palou. 
Inició la temporada 2022 con dos victorias en las tres primeras carreras, en Texas y Long Beach, que lo colocaron temporalmente líder del campeonato. En la primera de ellas, superó a su compañero de equipo Scott McLaughlin a falta de una curva. En las 500 Millas de Indianápolis finalizó 13.º. Más tarde triunfó en Road America, Iowa 1 y Gateway. Sin embargo obtuvo apenas aochop top 5 en 17 carreras, por lo que fue subcampeón ante su compañero de equipo Will Power, quien tuvo mayor regularidad.

## Resumen de carrera
| Temporada | Categoría                              | Equipo                          | Carreras     | Victorias    | Poles        | VR           | Podios       | Puntos       | Pos.         |
| --------- | -------------------------------------- | ------------------------------- | ------------ | ------------ | ------------ | ------------ | ------------ | ------------ | ------------ |
| 2006-07   | Skip Barber Southern                   | RT LLC                          | 12           | 3            | 3            | 5            | 10           | 443          | 2.º          |
| 2007      | Skip Barber National                   | RT LLC                          | 14           | 2            | 3            | 3            | 4            | 326          | 6.º          |
| 2007      | Skip Barber Southern Regional Run-Offs | RT LLC                          | ?            | 0            | 0            | 0            | 0            | 0            | NC           |
| 2007-08   | Skip Barber Southern                   | RT LLC                          | 2            | 0            | 1            | 1            | 1            | 61           | 29.º         |
| 2008      | Skip Barber National                   | RT LLC                          | 14           | 3            | 6            | 3            | 5            | 372          | 2.º          |
| 2008      | Ontario Fórmula Ford Challenge F1600-A | RT LLC                          | 2            | 0            | 0            | 0            | 0            | 0            | NC           |
| 2008      | Skip Barber Eastern                    | RT LLC                          | 1            | 0            | 0            | 0            | 0            | 0            | NC           |
| 2008      | Skip Barber Mid Western                | RT LLC                          | 1            | 1            | 0            | 1            | 1            | 69           | 35.º         |
| 2008      | IMSA Lites L1 Presented by Hankook     | Batos Racing                    | 2            | 0            | 0            | 1            | 1            | 16           | 19.º         |
| 2008      | Fórmula Ford 1600 Walter Hayes Trophy  | Team USA / Cliff Dempsey Racing | 1            | 0            | 0            | 0            | 0            | N/A          | 14.º         |
| 2008      | Fórmula Ford Festival - Kent Class     | Team USA / Cliff Dempsey Racing | 1            | 1            | 0            | 0            | 1            | N/A          | 1.º          |
| 2009      | Campeonato de Fórmula Ford Británica   | JTR                             | 25           | 9            | 4            | 8            | 16           | 550          | 2.º          |
| 2009      | Fórmula Ford Festival                  | JTR                             | 1            | 0            | 0            | 0            | 0            | N/A          | NC           |
| 2009      | Fórmula Palmer Audi                    | MotorSport Vision               | 3            | 2            | 0            | 0            | 2            | 64           | 18.º         |
| 2009      | Fórmula Ford 1600 Walter Hayes Trophy  |                                 | 1            | 0            | 0            | 0            | 0            | N/A          | 6.º          |
| 2010      | GP3 Series                             | Carlin                          | 15           | 0            | 1            | 0            | 0            | 8            | 18.º         |
| 2011      | Indy Lights                            | Sam Schmidt Motorsports         | 14           | 5            | 3            | 4            | 10           | 533          | 1.º          |
| 2012      | IndyCar Series                         | Sarah Fisher Hartman Racing     | 14           | 0            | 0            | 3            | 0            | 200          | 23.º         |
| 2013      | IndyCar Series                         | Sarah Fisher Hartman Racing     | 19           | 0            | 0            | 0            | 1            | 348          | 14.º         |
| 2014      | IndyCar Series                         | Sarah Fisher Hartman Racing     | 18           | 0            | 0            | 2            | 1            | 406          | 13.º         |
| 2015      | IndyCar Series                         | CFH Racing                      | 16           | 2            | 1            | 0            | 4            | 431          | 7.º          |
| 2016      | IndyCar Series                         | Ed Carpenter Racing             | 16           | 1            | 0            | 3            | 4            | 502          | 4.º          |
| 2017      | IndyCar Series                         | Team Penske                     | 17           | 4            | 1            | 5            | 9            | 642          | 1.º          |
| 2018      | IndyCar Series                         | Team Penske                     | 17           | 3            | 4            | 1            | 3            | 560          | 5.º          |
| 2019      | IndyCar Series                         | Team Penske                     | 17           | 4            | 3            | 4            | 7            | 641          | 1.º          |
| 2020      | IndyCar Series                         | Team Penske                     | 14           | 4            | 3            | 1            | 6            | 521          | 2.º          |
| 2021      | IndyCar Series                         | Team Penske                     | 16           | 2            | 4            | 2            | 6            | 511          | 2.º          |
| 2022      | IndyCar Series                         | Team Penske                     | 17           | 5            | 1            | 3            | 6            | 544          | 2.º          |
| 2023      | IndyCar Series                         | Team Penske                     | 17           | 4            | 0            | 1            | 5            | 479          | 5.º          |
| 2024      | IndyCar Series                         | Team Penske                     | 18           | 2            | 2            | 4            | 6            | 401          | 8.º          |
| 2025      | IndyCar Series                         | Team Penske                     | Disputándose | Disputándose | Disputándose | Disputándose | Disputándose | Disputándose | Disputándose |
| Fuente:   |                                        |                                 |              |              |              |              |              |              |              |

## Resultados

### GP3 Series
(Clave) (negrita indica pole position) (cursiva indica vuelta rápida puntuable)

| Año  | Escudería | 1   | 1   | 2   | 2   | 3   | 3   | 4   | 4   | 5   | 5   | 6   | 6   | 7   | 7   | 8   | 8   | Pos. | Puntos | Ref.   |
| ---- | --------- | --- | --- | --- | --- | --- | --- | --- | --- | --- | --- | --- | --- | --- | --- | --- | --- | ---- | ------ | ------ |
| 2010 | Carlin    | BAR | BAR | EST | EST | VAL | VAL | SIL | SIL | HOC | HOC | BUD | BUD | SPA | SPA | MNZ | MNZ | 18.º | 8      | [ 10 ] |
| 2010 | Carlin    | Ret | 16  | 10  | 23  | Ret | 26  | 16  | 10  | 18† | 19  | 7   | Ret | Ret | 21  | 7   | 5   | 18.º | 8      | [ 10 ] |

### Indy Lights
(Clave) (negrita indica pole position) (cursiva indica vuelta rápida)

| Año  | Equipo                  | 1     | 2     | 3      | 4      | 5     | 6     | 7     | 8     | 9     | 10    | 11    | 12    | 13    | 14    | Pos. | Puntos |
| ---- | ----------------------- | ----- | ----- | ------ | ------ | ----- | ----- | ----- | ----- | ----- | ----- | ----- | ----- | ----- | ----- | ---- | ------ |
| 2011 | Sam Schmidt Motorsports | STP 1 | ALA 6 | LBH 13 | INDY 1 | MIL 2 | IOW 1 | TOR 8 | EDM 2 | EDM 1 | TRO 3 | NHM 1 | BAL 2 | KTY 2 | LVS 9 | 1.°  | 553    |

### IndyCar Series
(Clave) (negrita indica pole position) (cursiva indica vuelta rápida)

| Año     | Equipo                      | Motor     | 1      | 2      | 3      | 4      | 5       | 6       | 7      | 8      | 9      | 10     | 11     | 12     | 13     | 14     | 15     | 16     | 17     | 18     | 19     | Pos. | Puntos |
| ------- | --------------------------- | --------- | ------ | ------ | ------ | ------ | ------- | ------- | ------ | ------ | ------ | ------ | ------ | ------ | ------ | ------ | ------ | ------ | ------ | ------ | ------ | ---- | ------ |
| 2012    | Sarah Fisher Hartman Racing | Honda     | STP 11 | ALA 17 | LBH 26 | SAO 23 | INDY 25 | DET 15  | TXS 13 | MIL 25 | IOW 19 | TOR 13 | EDM 17 | MDO 12 | SNM 23 | BAL    | FON 16 |        |        |        |        | 23.º | 200    |
| 2013    | Sarah Fisher Hartman Racing | Honda     | STP 23 | ALA 9  | LBH 13 | SAO 5  | INDY 28 | DET 7   | DET 16 | TXS 8  | MIL 11 | IOW 15 | POC 5  | TOR 23 | TOR 11 | MDO 23 | SNM 24 | BAL 2  | HOU 5  | HOU 13 | FON 20 | 14.º | 348    |
| 2014    | Sarah Fisher Hartman Racing | Honda     | STP 9  | LBH 19 | ALA 8  | IMS 17 | INDY 30 | DET 20  | DET 17 | TXS 11 | HOU 20 | HOU 20 | POC 8  | IOW 2  | TOR 20 | TOR 13 | MDO 12 | MIL 5  | SNM 6  | FON 10 |        | 13.º | 406    |
| 2015    | CFH Racing                  | Chevrolet | STP 12 | NLA 9  | LBH 7  | ALA 1  | IMS 20  | INDY 9  | DET 8  | DET 21 | TXS 21 | TOR 1  | FON 21 | MIL 5  | IOW 2  | MDO 13 | POC 2  | SNM 21 |        |        |        | 7.º  | 431    |
| 2016    | Ed Carpenter Racing         | Chevrolet | STP 22 | PHX 6  | LBH 10 | ALA 3  | IMS 21  | INDY 3  | DET 14 | DET 4  | ROA 8  | IOW 1  | TOR 22 | MDO 10 | POC 4  | TXS 22 | WGL 2  | SNM 6  |        |        |        | 4.º  | 502    |
| 2017    | Team Penske                 | Chevrolet | STP 8  | LBH 3  | ALA 1  | PHX 9  | IMS 11  | INDY 19 | DET 4  | DET 2  | TXS 13 | ROA 2  | IOW 6  | TOR 1  | MDO 1  | POC 2  | GTW 1  | WGL 18 | SNM 2  |        |        | 1.º  | 642    |
| 2018    | Team Penske                 | Chevrolet | STP 7  | PHX 1  | LBH 7  | ALA 1  | IMS 11  | INDY 8  | DET 9  | DET 15 | TXS 13 | ROA 1  | IOW 4  | TOR 9  | MDO 4  | POC 5  | GTW 7  | POR 10 | SNM 8  |        |        | 5.º  | 560    |
| 2019    | Team Penske                 | Chevrolet | STP 1  | COA 2  | ALA 4  | LBH 2  | IMS 15  | INDY 4  | DET 1  | DET 19 | TXS 1  | ROA 3  | TOR 4  | IOW 1  | MDO 14 | POC 5  | GTW 7  | POR 5  | LAG 8  |        |        | 1.º  | 641    |
| 2020    | Team Penske                 | Chevrolet | TXS 3  | IMS 7  | ROA 14 | ROA 9  | IOW 5   | IOW 1   | INDY 5 | GTW 12 | GTW 1  | MDO 2  | MDO 8  | IMS 1  | IMS 4  | STP 1  |        |        |        |        |        | 2.º  | 521    |
| 2021    | Team Penske                 | Chevrolet | ALA 23 | STP 2  | TXS 6  | TXS 2  | IMS 4   | INDY 12 | DET 10 | DET 2  | ROA 21 | MDO 1  | NSH 10 | IMS 8  | GTW 1  | POR 5  | LAG 7  | LBH 2  |        |        |        | 2.º  | 511    |
| 2022    | Team Penske                 | Chevrolet | STP 16 | TXS 1  | LBH 1  | ALA 14 | IMS 25  | INDY 13 | DET 4  | ROA 1  | MDO 7  | TOR 10 | IOW 1  | IOW 24 | IMS 5  | NSH 6  | GTW 1  | POR 8  | LAG 2  |        |        | 2.º  | 544    |
| 2023    | Team Penske                 | Chevrolet | STP 17 | TXS 1  | LBH 9  | ALA 15 | IMS 7   | INDY 1  | DET 10 | ROA 2  | MDO 12 | TOR 5  | IOW 1  | IOW 1  | NSH 4  | IMS 25 | GAT 25 | POR 5  | LAG 21 |        |        | 5.º  | 479    |
| 2024    | Team Penske                 | Chevrolet | STP 26 | THE 8  | LBH 4  | ALA 16 | IGP 18  | INDY 1  | DET 26 | ROA 2  | LAG 19 | MDO 25 | IOW 3  | IOW 7  | TOR 11 | GAT 1  | POR 3  | MIL 27 | MIL 27 | NSH 3  |        | 8.º  | 401    |
| 2025*   | Team Penske                 | Chevrolet | STP 3  | THE 13 | LBH 27 | ALA 10 | IGP 12  | INDY 22 | DET 9  | GAT 25 | ROA 25 | MDO 27 | IOW 2  | IOW 10 | TOR 24 | LAG 11 | POR 24 | MIL    | NSH    |        |        | 18.º | 239    |
| Fuente: |                             |           |        |        |        |        |         |         |        |        |        |        |        |        |        |        |        |        |        |        |        |      |        |

- * Temporada en progreso.